# Escuelas Públicas de Garden City
Las Escuelas Públicas de Garden City (Garden City Public Schools), o el Distrito Escolar Unificado 457 (Unified School District 457 o USD 457) es un distrito escolar del Condado de Finney, Kansas. Tiene su sede en Garden City.

## Escuelas
Escuela preparatoria:
- Garden City High School

Escuelas secundarias:
- Horace Good Middle School
- Kenneth Henderson Middle School

Centros intermedios:
- Bernadine Sitts Intermediate Center
- Charles O. Stones Intermediate Center

Escuelas primarias:
- Jennie Barker Elementary School
- Alta Brown Elementary School
- Abe Hubert Elementary School
- Buffalo Jones Elementary School
- Georgia Matthews Elementary School
- Victor Ornelas Elementary School
- Plymell Elementary School
- Edith Schuerman Elementary School
- Gertrude Walker Elementary School
- Florence Wilson Elementary School
- Jennie Wilson Elementary School

Jardín de niños:
- Garfield Early Childhood Center

Otras escuelas:
- Garden City Alternative Education
- Garden City Virtual Academy

## Cuerpo estudiantil
En 2017 un traductor del distrito escolar, Albert Kyaw afirma que Garden City es la comunidad más étnicamente diversa del estado de Kansas. Los estudiantes del distrito hablan español, árabe, birmano, chino mandarín, y otros idiomas. El jardín de niños la mayoría de los estudiantes eran hispanos (de México y Centroamérica), y otros eran birmanos, vietnamitas y africanos, incluidos etíopes y somalíes.